# Список підрозділів окружного секретаріату Північно-Західної провінції
Підрозділи окружного секретаріату Північно-Західної провінції Шрі-Ланки

## Округ Курунегала
- Алавва (підрозділ окружного секретаріату)
- Амбанпола (підрозділ окружного секретаріату)
- Вамунакотува (підрозділ окружного секретаріату)
- Бінгірія (підрозділ окружного секретаріату)
- Ехетувева (підрозділ окружного секретаріату)
- Галгамува (підрозділ окружного секретаріату)
- Ганеватта (підрозділ окружного секретаріату)
- Гірібава (підрозділ окружного секретаріату)
- Іббагамува (підрозділ окружного секретаріату)
- Катупотха (підрозділ окружного секретаріату)
- Кобейгане (підрозділ окружного секретаріату)
- Котавехера (підрозділ окружного секретаріату)
- Східний Куліяпітія (підрозділ окружного секретаріату)
- Західний Куліяпітія (підрозділ окружного секретаріату)
- Курунегала (підрозділ окружного секретаріату)
- Махава (підрозділ окружного секретаріату)
- Маллавапітія (підрозділ окружного секретаріату)
- Маспотха (підрозділ окружного секретаріату)
- Маватхагама (підрозділ окружного секретаріату)
- Нараммала (підрозділ окружного секретаріату)
- Нікавератія (підрозділ окружного секретаріату)
- Пандуваснувара (підрозділ окружного секретаріату)
- Паннала (підрозділ окружного секретаріату)
- Полгахавела (підрозділ окружного секретаріату)
- Полпітхігама (підрозділ окружного секретаріату)
- Раснаякапура (підрозділ окружного секретаріату)
- Рідеегама (підрозділ окружного секретаріату)
- Удубаддава (підрозділ окружного секретаріату)
- Варіяпола (підрозділ окружного секретаріату)
- Веерамбугедара (підрозділ окружного секретаріату)

## Округ Путталам
- Анамадува (підрозділ окружного секретаріату)
- Араччікаттува (підрозділ окружного секретаріату)
- Чілав (підрозділ окружного секретаріату)
- Данкотува (підрозділ окружного секретаріату)
- Калпітія (підрозділ окружного секретаріату)
- Карувалагасвева (підрозділ окружного секретаріату)
- Мадампе (підрозділ окружного секретаріату)
- Махакумбуккадавала (підрозділ окружного секретаріату)
- Махавева (підрозділ окружного секретаріату)
- Мундалама (підрозділ окружного секретаріату)
- Наттандія (підрозділ окружного секретаріату)
- Навагаттегама (підрозділ окружного секретаріату)
- Паллама (підрозділ окружного секретаріату)
- Путталам (підрозділ окружного секретаріату)
- Ванатавіллува (підрозділ окружного секретаріату)
- Веннаппува (підрозділ окружного секретаріату)